# Charles Michel
Pour les articles homonymes, voir Charles Michel (homonymie) et Michel.
Ne doit pas être confondu avec Charles Michels ou Michel Charles.
Charles Michel, né le 21 décembre 1975 à Namur, est un homme d'État belge, membre du Mouvement réformateur (MR). Il est Premier ministre du 11 octobre 2014 au 27 octobre 2019, puis président du Conseil européen de 2019 à 2024.
Il est issu d'une famille d'entrepreneurs flamands, originaire de Hoegaarden. Son père Louis et son frère Mathieu sont tous les deux des hommes politiques libéraux francophones. Il grandit à Jodoigne, où il rejoint en 1992 le mouvement de jeunesse du Parti réformateur libéral (PRL). Il est élu deux ans plus tard au conseil provincial du Brabant wallon, dont il devient vice-président en 1995.
Il fait son entrée à la Chambre des représentants en 1999, étant à 23 ans le benjamin de l'assemblée. L'année suivante, il est désigné ministre des Affaires intérieures du gouvernement wallon. Il exerce cette responsabilité jusqu'en 2004, quand le Mouvement réformateur est rejeté dans l'opposition par les socialistes.
Au cours des élections communales de 2006, il se fait élire bourgmestre de Wavre, mais se trouve empêché dès 2007, lorsqu'il accède au gouvernement fédéral comme ministre de la Coopération au développement. Après l'échec du MR aux élections de 2009 et de 2010, il obtient le départ de Didier Reynders de la direction du parti et est élu à sa succession.
En juin 2014, un mois après les élections fédérales de 2014, le roi Philippe le charge d'une mission d'information, puis lui confie un mandat de formation — conjointement avec Kris Peeters — d'une « coalition suédoise », surnommée « kamikaze » par ses détracteurs car le MR y sera le seul parti francophone. Étant parvenu à établir un accord de gouvernement, il est assermenté Premier ministre en octobre et s'appuie donc sur une majorité où siègent notamment les nationalistes flamands de la N-VA. Plus jeune chef du gouvernement de l'histoire belge, il mène une politique libérale associant privatisation des services publics, réduction des dépenses publiques, réforme des retraites et déréglementation du marché du travail.
Il remet sa démission en décembre 2018, environ dix jours après que la N-VA a quitté la coalition pour dénoncer la signature par le gouvernement du Pacte mondial sur les migrations. Le souverain le charge d'expédier les affaires courantes jusqu'aux élections de 2019.
Choisi pour succéder à Donald Tusk à la présidence du Conseil européen, il est remplacé comme Premier ministre belge par Sophie Wilmès.

## Biographie

### Origines
La famille Michel est originaire de Hoegaarden, petite ville du centre de la Belgique située en Flandre, dans la province du Brabant, à la limite nord de la frontière linguistique,. Charles Michel est le descendant des « Sellekes », une lignée d'entrepreneurs occupant une grande place dans la vie de la commune et remontant à la fin du XIXe siècle. Il est le fils de Martine et de Louis Michel, ancien ministre des Affaires étrangères puis commissaire européen, tous deux jouissant du titre de ministre d'État. Bien que ses parents résident à Jodoigne, petite ville wallonne en bordure sud de la frontière linguistique, il naît à Namur le 21 décembre 1975,.

### Jeunesse

#### Études et débuts en politique
Charles Michel intègre dès l'âge de 16 ans la nouvelle fédération des Jeunes Réformateurs Libéraux de Jodoigne et en devient le président, fonction qu'il exerce entre 1992 à 1999.
Lors des élections provinciales du 9 octobre 1994, il est élu à seulement 18 ans conseiller provincial du Brabant wallon. Alors qu'il occupe l'une des dernières places de la liste du PRL, il remporte 4 000 voix de préférence. À partir de 1995, il exerce l'une des vice-présidences de l'institution.
Il est licencié en droit de l’université libre de Bruxelles et de l'université d'Amsterdam en 1998, et s'inscrit alors comme avocat au barreau de Bruxelles.

#### Ascension

##### Benjamin de la Chambre
Au cours des élections législatives fédérales du 13 juin 1999, il est élu député à la Chambre des représentants. Étant âgé de 23 ans, il est le benjamin de l'assemblée.
Il participe alors à la commission d'enquête sur la crise de la dioxine, où il s'en prend aux pouvoirs de l'association d'agriculteurs Boerenbond, puis dépose une proposition de loi punissant l'outrage au drapeau ou à l'hymne national.

##### Ministre wallon

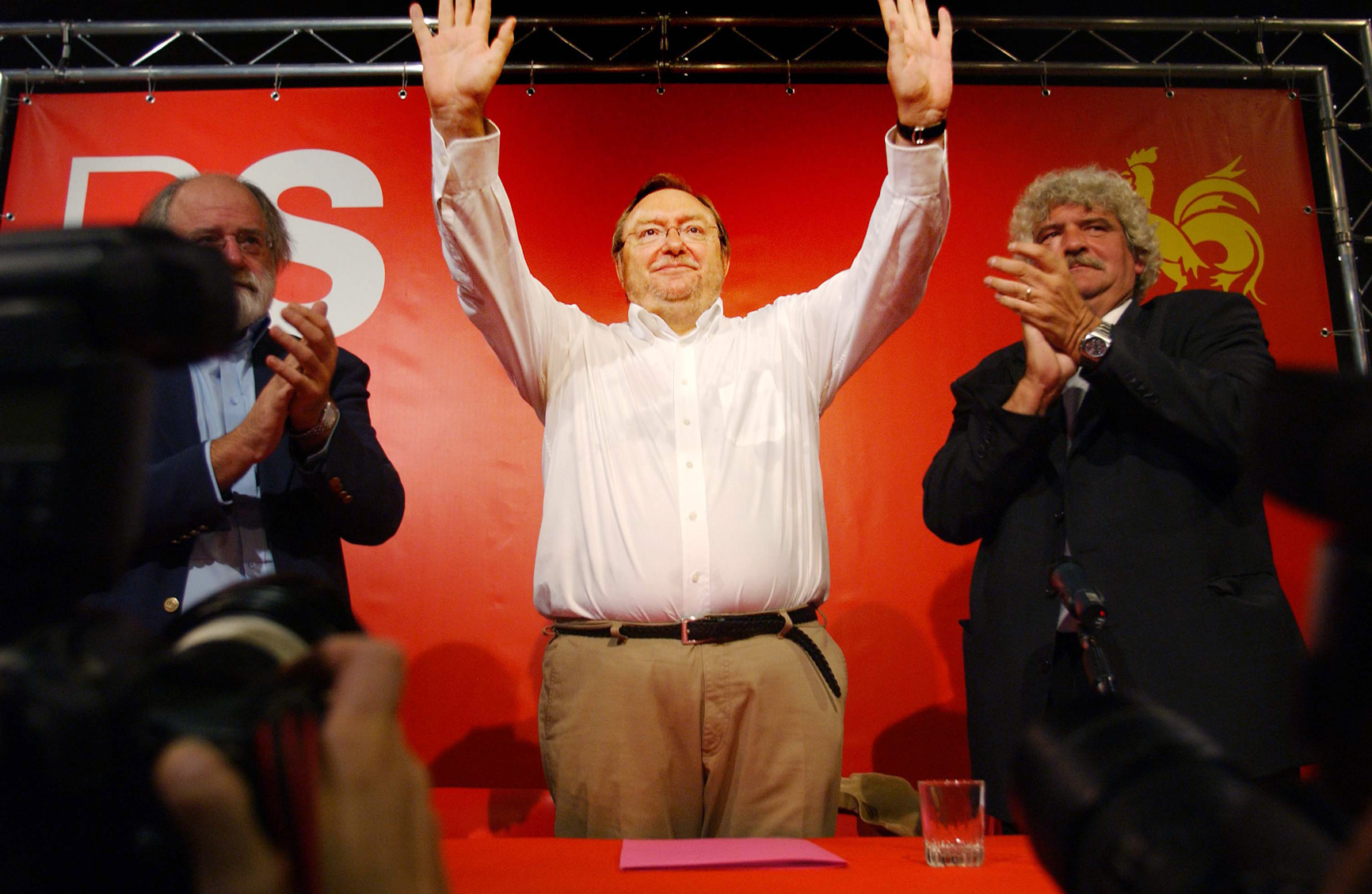
Charles Michel s'oppose à Jean-Claude Van Cauwenberghe sur ses projets de réformes locales de la Région wallonne.

Il obtient son premier poste gouvernemental à 24 ans, lorsqu'il devient en 2000 ministre des Affaires intérieures et de la Fonction publique au sein du gouvernement de la Région wallonne, présidé par le socialiste Jean-Claude Van Cauwenberghe. Il instaure notamment un Code de la Fonction publique et mène une réforme des provinces. Il cherche par ailleurs, sans succès, à rationaliser le paysage intercommunal, ainsi qu'à modifier le fonds de financement des communes et la loi communales, s'opposant ainsi à Van Cauwenberghe.
Il est réélu député fédéral à l'occasion des élections législatives fédérales du 18 mai 2003, rassemblant plus de 41 000 préférences dans le Brabant wallon. Conservant ses fonctions exécutives régionales, il est alors parlementaire empêché.
Après les élections régionales de juin 2004, le Mouvement réformateur — qui a pris la succession du PRL — est rejeté dans l'opposition régionale et communautaire, entre autres à cause des velléités de réforme locale de Charles Michel, qui ont déplu aux mandataires municipaux du Parti socialiste.

##### Élu de Wavre

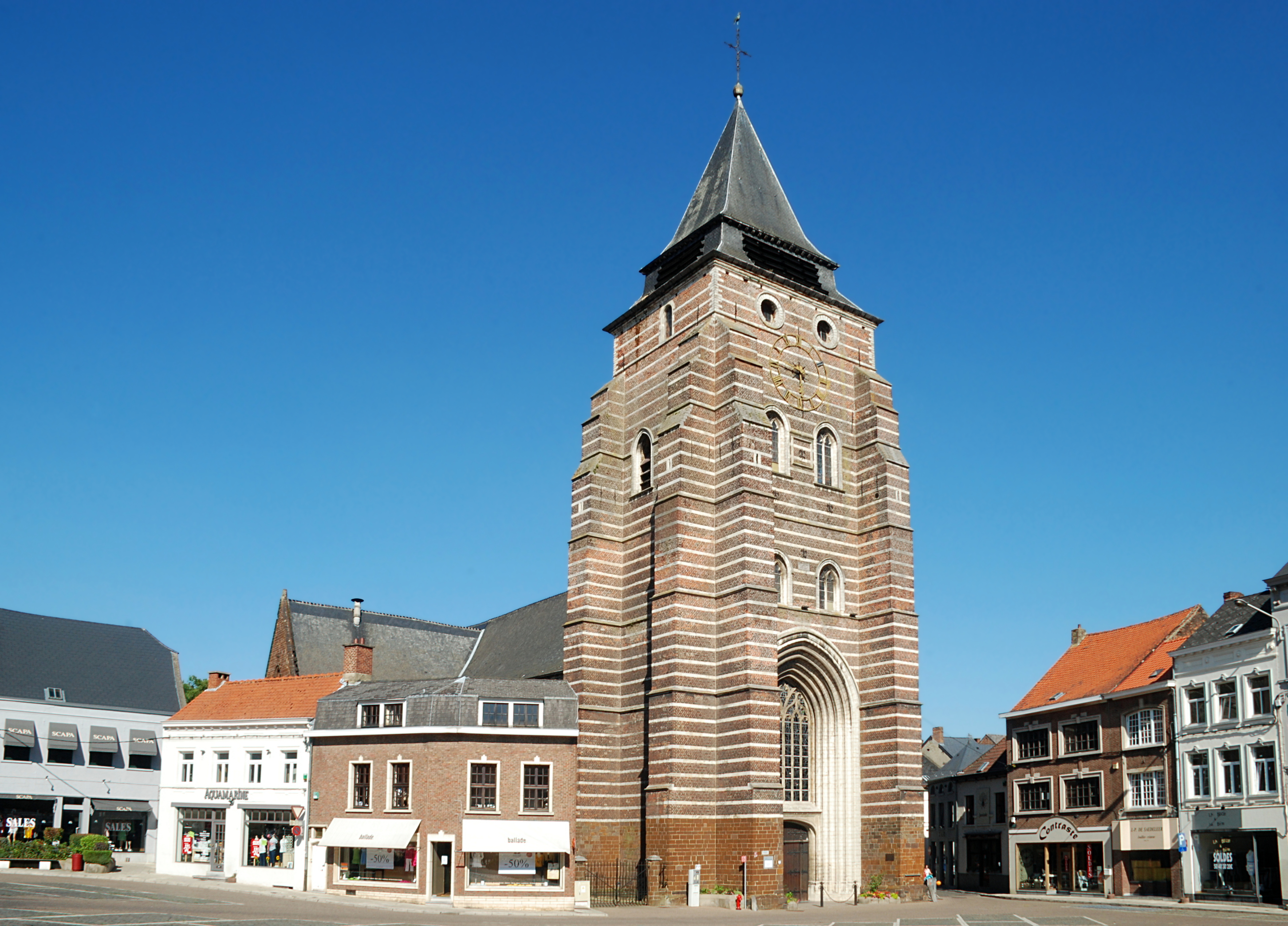
Élu à Wavre en 2000, il en devient le bourgmestre six ans plus tard.

Conseiller communal de Wavre, chef-lieu du Brabant wallon, à partir de 2000, il y devient échevin des Régies et de l'Urbanisme en 2004. À cette même période, son père renonce à présider le MR pour devenir commissaire européen et pousse Charles à postuler à sa succession. Face à la menace de candidature de l'ancien ministre régional Serge Kubla, il renonce. Didier Reynders prend la direction du parti et confie à Charles Michel les fonctions de porte-parole.
Pour les élections communales du 8 octobre 2006, il mène la liste libérale à Wavre, qui remporte 61,7 % des voix et 22 sièges sur 31 au conseil communal. Puisqu'il totalise 7 172 votes préférentiels, soit le quintuple de la deuxième de liste Françoise Pigeolet, Charles Michel est désigné bourgmestre et prend ses fonctions au 1er décembre.

### Ministre puis chef de parti
Il accède au gouvernement fédéral le 21 décembre 2007, le jour de son 32e anniversaire, en tant que ministre de la Coopération au développement, une fonction plutôt secondaire. Il est confirmé par la suite dans le premier cabinet d'Yves Leterme, dans l'exécutif d'Herman Van Rompuy, puis au sein du gouvernement Leterme II. À ce titre, il est bourgmestre empêché de Wavre.

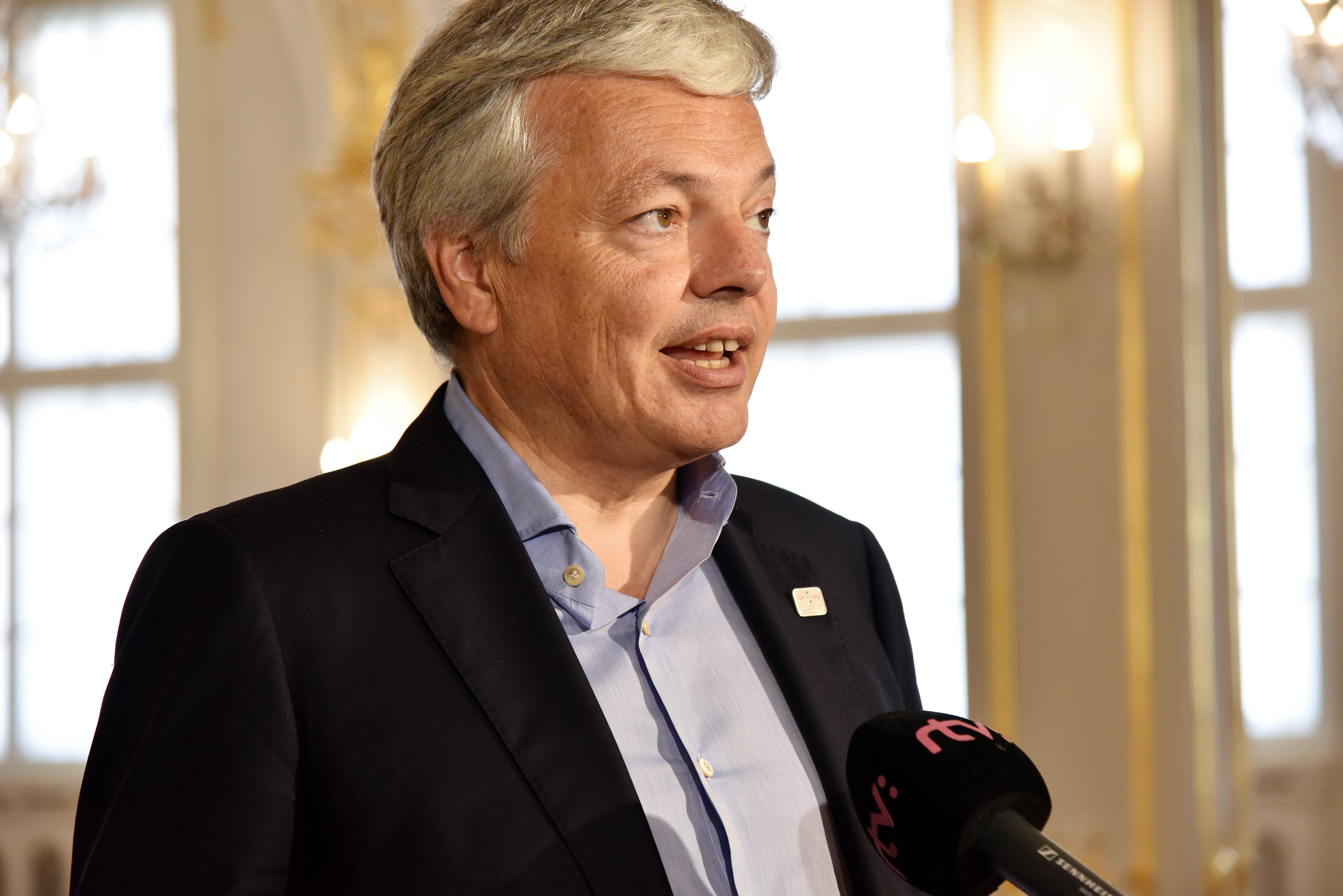
La fronde menée par Charles Michel contre Didier Reynders lui permet de prendre la présidence du MR en 2011.

À la suite de l'échec du Mouvement réformateur aux élections régionales de juin 2009, il met en place avec Willy Borsus et Hervé Jamar le « groupe Renaissance », qui remet en cause la présidence exercée par Didier Reynders. Le mauvais score du MR aux élections fédérales de juin 2010 mène Reynders à se retirer.
Charles Michel se présente à sa succession. Opposé à Daniel Bacquelaine, il est élu le 28 janvier 2011 président du Mouvement réformateur avec 54,8 % des voix, soit environ 9 700 suffrages sur les 17 300 exprimés. Il démissionne trois semaines plus tard de son poste ministériel. Les élections locales du 14 octobre 2012 sont un succès pour les libéraux francophones, qui détrônent les socialistes comme première force communale en Wallonie. Avec 55,1 % des voix, il conserve sa majorité absolue à Wavre, dont il est réélu bourgmestre avec 4 983 votes préférentiels, seulement le double de sa numéro deux Françoise Pigeolet.

### Premier ministre

#### Formateur
À un mois des élections législatives fédérales du 25 mai 2014, Reynders et Michel, dans des entrevues respectivement à Le Soir et De Standaard affirment le refus du MR de constituer une coalition avec les nationalistes flamands de la Nieuw-Vlaamse Alliantie (N-VA), tant au gouvernement fédéral qu'au gouvernement bruxellois. S'il précise avoir énormément de respect pour le vote des flamands, il ajoute qu'il se voulait simplement clair sur la volonté de son parti.
À la suite du scrutin puis de l'échec de la mission d'information confiée au président de la N-VA Bart De Wever, le roi Philippe nomme Charles Michel informateur le 27 juin, le charge d'explorer les « formules possibles en vue de former un gouvernement » et l'invite à lui faire rapport une semaine plus tard. Après ce point d'étape, il est prolongé dans ses fonctions jusqu'au 14 juillet.

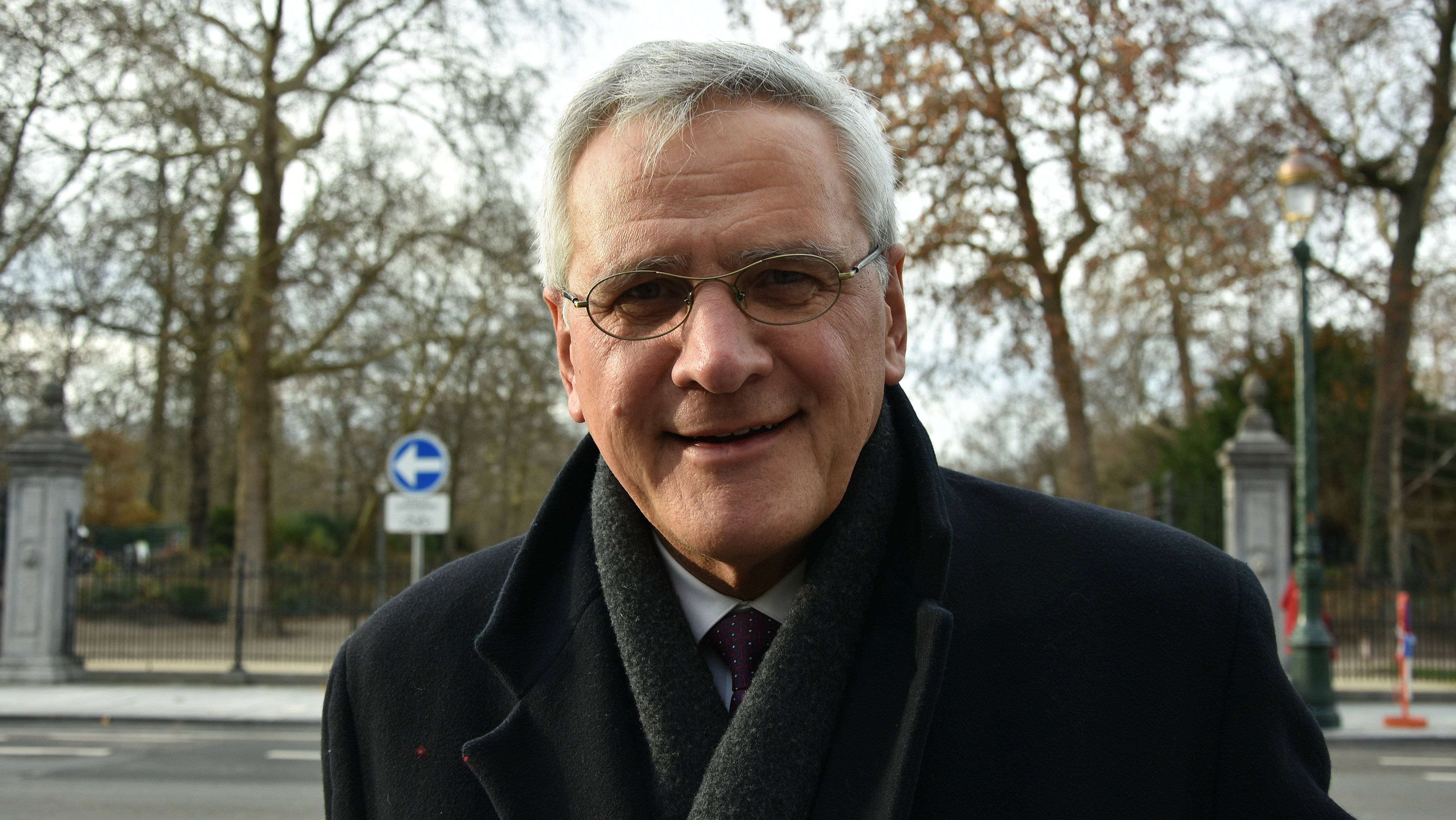
Charles Michel partage son rôle de formateur avec le chrétien-démocrate flamand Kris Peeters.

Le 22 juillet, il est désigné formateur, en tandem avec le chrétien-démocrate Kris Peeters, ancien ministre-président flamand. Il est alors chargé de constituer une « coalition suédoise » entre le Mouvement réformateur, la N-VA, les Christen-Democratisch en Vlaams (CD&V) et l'Open Vlaamse Liberalen en Democraten (Open VLD), ainsi nommée en référence au drapeau de la Suède où les partis libéraux représentent la couleur bleue, les nationalistes flamands la couleur jaune, et les chrétiens-démocrates la croix. Dans la mesure où le MR est le seul parti francophone, qu'il reste dans l'opposition wallonne et francophone, et que seul un tiers des députés fédéraux francophones soutiendrait le gouvernement, elle reçoit également le sobriquet de « coalition kamizake », ce que Charles Michel juge comme « un a priori qui n’est pas positif ». Il ajoute que si cette majorité voit effectivement le jour, le cabinet appliquerait loyalement la sixième réforme de l'État et se contenterait donc de mesures sociales et économiques, sans toucher à l'édifice institutionnel.

#### Accord de gouvernement

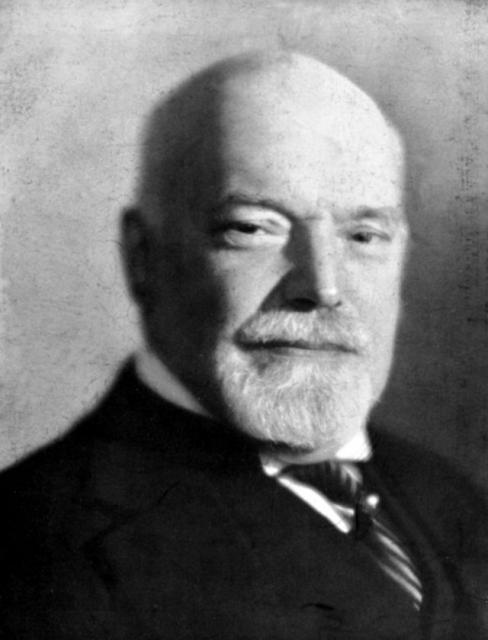
Charles Michel est le premier libéral francophone à former un gouvernement belge depuis Paul-Émile Janson en 1937.

Dans la soirée du 7 octobre, à l'issue d'un marathon de négociation d'environ 30 heures, il annonce avoir conclu un accord de coalition rassemblant effectivement la N-VA, les CD&V, l'Open VLD et le MR, et qu'il occupera les fonctions de Premier ministre. Les chrétiens-démocrates ont en effet renoncé à leurs prétentions sur la direction du gouvernement fédéral en échange de la candidature de leur ancienne présidente Marianne Thyssen au poste de commissaire européen,. L'un des principaux objectifs de la nouvelle majorité est d'augmenter progressivement l'âge de la retraite à 66 ans en 2025, puis à 67 ans en 2030, les pré-retraites n'étant possibles qu'à partir de 63 ans, Charles Michel évoquant alors une « réforme nécessaire ». Sa politique d’affaiblissement de l’État fédéral est alors perçue comme favorisant les visées séparatistes de la N-VA.
Le nouveau gouvernement fédéral est assermenté au Palais royal de Bruxelles le 11 octobre, 138 jours après la tenue des élections fédérales. Lui prête serment en français, néerlandais et allemand, les vice-Premiers ministres Kris Peeters, Alexander De Croo et Didier Reynders en français et néerlandais, et le vice-Premier ministre Jan Jambon en néerlandais seulement. À 38 ans, Charles Michel devient le plus jeune Premier ministre de l'histoire de la Belgique. Il est également le premier libéral francophone à assumer la direction de l'exécutif depuis 76 ans.
Moins de trois mois après sa prise de fonction, il est « enfrité » juste avant de prononcer un discours devant les hommes d'affaires du Cercle de Wallonie : quatre militantes des LitihS le recouvrent de frites et mayonnaise, sous le slogan « Austérité dehors, Michel dégage ». Le mouvement explique son geste par le fait que « le modèle social est détruit au nom d’une compétitivité absurde qui laisse le bien-être de la population à la porte des ministères ». Le chef du gouvernement indique qu'il refuse de porter plainte à leur encontre.

#### Mesures de libéralisation
Au ministère de la Sécurité et de l'Intérieur, de nombreuses tâches de la police fédérale sont en cours de privatisation (sécurisation de bâtiments publics, encadrement de détenus, etc), tandis que les départements concernés par la criminalité internationale (notamment informatique et financière) sont décentralisés. À la Défense, alors que le budget d’investissement en matériel est revu à la hausse sur demande de l'OTAN, il est prévu de réduire les effectifs de 19,5 %. Les institutions culturelles et scientifiques fédérales sont touchées par des coupes budgétaires de 20 %. Le budget alloué au fonctionnement de la Justice est également appauvri, ce qui amène le plus haut magistrat de Belgique à accuser la « logique d’économie » d’être responsable d'une « pathologie de l'ensemble du système judiciaire mettant en danger l’État de droit ».
Le 1er janvier 2016, le « tax shift » (ou « virage fiscal ») commence à entrer en vigueur. Il s'agit notamment d'augmenter le salaire net des revenus les plus modestes par une diminution des cotisations sociales. La hausse attendue est de 80 € nets pour un salarié touchant 1 500 € ; 70 € pour ceux percevant 2 100 € ; et 60 € pour ceux recevant 2 800 €. Le ministre des Finances Johan Van Overtveldt précise que « le virage fiscal sera une baisse d'impôts », bien que la taxe sur la valeur ajoutée sur l'électricité remonte de 6 % au taux normal de 21 % et que les accises sur l'alcool, le diesel, le tabac et les sodas augmentent,.
Une orientation libérale est également adoptée en matière de retraite (loi Bacquelaine, qui revoit à la baisse les pensions des anciens chômeurs) et de droit du travail (loi Peeters, qui dérégule le recours aux heures supplémentaires, aux contrats à temps partiel et aux horaires flexibles).

#### Démission

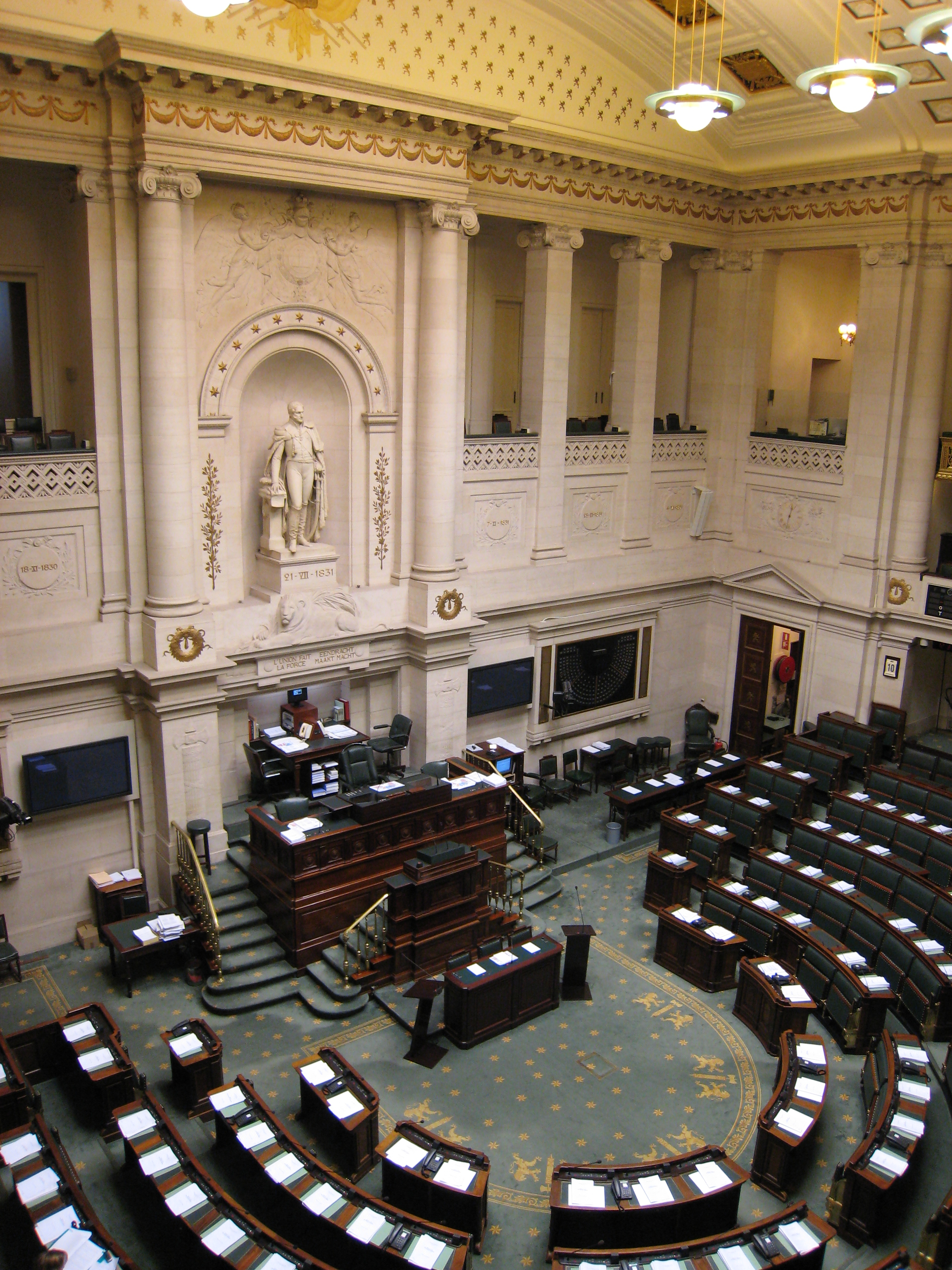
Ayant perdu le soutien de la N-VA, Charles Michel annonce sa démission dans l'hémicycle de la Chambre des représentants.

Il annonce le 20 juin 2018 qu'il n'a pas l'intention de concourir à Wavre lors des élections communales prévues le 14 octobre. Initialement, il avait simplement décidé de laisser la tête de liste à Françoise Pigeolet, qui assumait les fonctions de première magistrate de la commune, avant de faire le choix de ne pas du tout se présenter. Il se justifie auprès des militants MR par le fait que « dans les circonstances actuelles, ma responsabilité de Premier ministre exige une disponibilité et une mobilisation maximale pour l’ensemble du pays ». En parallèle, son frère Mathieu renonce à postuler de nouveau au conseil de Jodoigne. À l'exception du Nouvel An et du carnaval, il n'était alors guère plus présent dans sa « ville de cœur ».
Après que la NV-A a menacé le 8 décembre 2018 de se retirer de la majorité si Michel signait le pacte de Marrakech sur les migrations car celui-ci empièterait sur la souveraineté belge en matière migratoire, le Premier ministre dit « prendre acte » du départ des nationalistes flamands et met de facto sur pied le gouvernement Michel II le lendemain. Alors qu'il tente de se maintenir au pouvoir dans le cadre d'un gouvernement minoritaire, il annonce sa démission devant la Chambre des représentants le 18 décembre, sous la menace d’une motion de défiance déposée par Socialistische Partij Anders (SP.A), le Parti socialiste (PS) et co-signée par Ecolo,. Le roi Philippe accepte le 21 décembre 2018 la démission du gouvernement après consultation, mais il charge Charles Michel et son gouvernement de mener les affaires courantes. L'assermentation du gouvernement Wilmès II le 17 mars 2020 met provisoirement fin à 452 jours d'intérim au sommet de l'État fédéral.
Le 18 février 2019, il retrouve la présidence du Mouvement réformateur après la démission d'Olivier Chastel, qui dit vouloir se consacrer pleinement à la campagne des élections européennes. Le mandat de Michel doit alors durer jusqu'à l'issue du processus électoral puis de formation gouvernementale. Le Premier ministre revient ainsi sur son engagement de ne jamais reprendre la direction du MR en cas de chute du gouvernement.

### Président du Conseil européen
Le 2 juillet 2019, il est choisi pour occuper le poste de président du Conseil européen par ses collègues chefs d'État et de gouvernement, dans le cadre d'un accord global sur les titulaires des principales responsabilités au sein de l'Union. Le 1er décembre, il prend ainsi la succession du Polonais Donald Tusk, en poste depuis cinq ans,.
Il décide le 25 octobre 2019 de quitter son poste de Premier ministre pour début novembre afin de se préparer à la présidence du Conseil européen. Le lendemain, un comité ministériel restreint choisit Sophie Wilmès, membre du MR et ministre fédérale du Budget et de la Fonction publique pour lui succéder,. Le 27 octobre 2019, il est déchargé par le roi Philippe de son poste de Premier ministre au profit de Wilmès.
Il annonce le 6 janvier 2024 qu'il sera candidat tête de liste du Mouvement réformateur lors des élections européennes qui auront lieu au printemps. En conséquence, la fin de son mandat de président du Conseil européen sera anticipée de quelques mois et se produira en juillet 2024. Moins de trois semaines plus tard, le 26 janvier, il indique renoncer à sa candidature, expliquant avoir « sous-estimé l'ampleur et la radicalité de certaines réactions négatives » et dénonçant « que les attaques blessantes prennent de plus en plus le pas sur les arguments factuels et objectifs ».

#### Incident protocolaire - Sofagate
Au cours de la visite qu'il effectue avec la présidente de la Commission européenne Ursula von der Leyen à Ankara le 6 avril 2021, il se trouve au cœur d'un incident protocolaire. Lors de leur rencontre avec le président de la république de Turquie Recep Tayyip Erdoğan, un seul fauteuil est prévu en sus de celui réservé au chef d'État hôte. La présidente de la Commission est donc contrainte de s'asseoir sur un divan, en retrait par rapport à Charles Michel et Recep Tayyip Erdoğan,. Cet incident, surnommé « Sofagate », choque de nombreux députés européens et met à mal les relations entre l'Union européenne et la Turquie ; pour cette dernière, accusée d'attitude sexiste et de porter atteinte à l'image de l'Union, la faute en incombe aux services européens du protocole.
Selon le quotidien français L'Opinion, cet incident serait avant tout le révélateur des relations détestables entretenues entre Charles Michel et Ursula von der Leyen depuis leur prise de fonction ; le député européen français Arnaud Danjean parle ainsi d'une « guéguerre permanente », le politiste Patrick Martin-Genier évoque sur son compte Twitter une « haine » et le correspondant de Libération à Bruxelles Jean Quatremer indique que « le "Sofagate" n’est en réalité que la manifestation de l’arrogance de von der Leyen qui se rêve en "présidente de l'Union", ce qu’elle n’est pas ». Le quotidien français Le Monde relate également les tensions existant entre Ursula von der Leyen et Charles Michel en rapportant les propos de Philippe Lamberts, coprésident du Groupe des Verts au Parlement européen : « On le subodorait depuis longtemps : il n’y a pas une chimie très favorable entre les équipes du président du Conseil et de la présidente de la Commission. Cet épisode l’a confirmé ».

#### Autres
La presse spécialisée sur les affaires communautaires se fait régulièrement l’écho des critiques concernant les dépenses liées aux déplacements de Charles Michel. Une enquête du Monde montre « une augmentation substantielle des dépenses du dirigeant européen et un usage intensif des avions privés, très coûteux et néfaste en termes de bilan carbone. » Ainsi, selon Politico, le budget du président du Conseil européen pour 2024, s’élève à 2,6 millions d’euros, en hausse de 27,5 % par rapport à 2023. les seules dépenses de voyages de Charles Michel et de ses délégations devraient atteindre 1,985 million d’euros. Les frais de ses prédécesseurs, Herman Van Rompuy (2010-2014) ou Donald Tusk (2014-2019), ne dépassaient pas, eux, 500 000 euros pour un budget total contenu sous le million d’euros. Il riposte en évoquant « une tentative de déstabilisation ou d’intimidation ».

### Vie privée
Il est le frère de Mathieu Michel, homme politique wallon du MR. Il est père de trois enfants, un fils, Maximilien, issu de sa relation avec son ancienne compagne, Annick Noël, directrice générale à l'administration de la province du Brabant wallon depuis 1995, et deux filles avec son actuelle compagne Amélie Derbaudrenghien, Jeanne née en 2016 et Lucie, née en 2019,,,.
Il participe à la réunion du groupe Bilderberg de 2015 et 2016,,,.

## Distinctions
- Grand officier de l'ordre de Léopold (2014)
- Grand-croix de l'ordre de la Couronne (2019)[59]
- Première classe l'ordre du Prince Iaroslav le Sage (2021)
- Ministre d'État, par le roi Philippe (2019)[60]